# Episodi di All American (quinta stagione)
La quinta stagione della serie televisiva All American, composta da 20 episodi, è stata trasmessa negli Stati Uniti su The CW dal 10 ottobre 2022 al 15 maggio 2023.
In Italia, la stagione viene pubblicata sulla piattaforma Infinity+ dal 7 luglio al 17 novembre 2023. 
| n° | Titolo originale          | Titolo italiano               | Prima TV Usa     | Pubblicazione Italia |
| -- | ------------------------- | ----------------------------- | ---------------- | -------------------- |
| 1  | Ludacrismas               | La vigilia della vigilia      | 10 ottobre 2022  | 7 luglio 2023        |
| 2  | Don't Sweat the Technique | La forza della determinazione | 17 ottobre 2022  | 14 luglio 2023       |
| 3  | Feeling Myself            | Red carpet                    | 24 ottobre 2022  | 21 luglio 2023       |
| 4  | Turn Down for What        | Amnesia                       | 7 novembre 2022  | 28 luglio 2023       |
| 5  | I Need Love               | Speed date                    | 14 novembre 2022 | 4 agosto 2023        |
| 6  | Can't Nobody Hold Me Down | L'alternativa                 | 21 novembre 2022 | 11 agosto 2023       |
| 7  | Hate It or Love It        | Senza personalità             | 28 novembre 2022 | 18 agosto 2023       |
| 8  | Feel So Good              | Buon compleanno, Billy Baker! | 23 gennaio 2023  | 25 agosto 2023       |
| 9  | Feel It in the Air        | Venti impetuosi               | 30 gennaio 2023  | 1º settembre 2023    |
| 10 | O.P.P.                    | Ragazzi in offerta            | 6 febbraio 2023  | 8 settembre 2023     |
| 11 | Time                      | Tutto il tempo del mondo      | 13 febbraio 2023 | 15 settembre 2023    |
| 12 | Lost One                  | L'addio                       | 20 febbraio 2023 | 22 settembre 2023    |
| 13 | Day Ones                  | Un silenzio assordante        | 13 marzo 2023    | 29 settembre 2023    |
| 14 | Make Me Proud             | Spazi vuoti                   | 20 marzo 2023    | 6 ottobre 2023       |
| 15 | United in Grief           | La voce del dolore            | 27 marzo 2023    | 13 ottobre 2023      |
| 16 | My Name Is                | Una seconda chance            | 17 aprile 2023   | 20 ottobre 2023      |
| 17 | Mask Off                  | Il tempo fugge                | 24 aprile 2023   | 27 ottobre 2023      |
| 18 | This Is How We Do It      | Il re e la regina             | 1º maggio 2023   | 3 novembre 2023      |
| 19 | Sabotage                  | L'altro lato della medaglia   | 8 maggio 2023    | 10 novembre 2023     |
| 20 | Now That We've Found Love | Senza rimpianti               | 15 maggio 2023   | 17 novembre 2023     |